# Microkayla iani
Microkayla iani é uma espécie de anfíbio anuro da família Strabomantidae. Está presente na Bolívia. A UICN classificou-a como em perigo de extinção.